# Jeanne Ire (dauphine d'Auvergne)
Pour les articles homonymes, voir Jeanne Ire.
Jeanne Ire de Clermont-Sancerre (1414 - 26 mai 1436 à Ardres) est la dixième dauphine d'Auvergne. De 1426 à 1436, elle est dauphine d'Auvergne, comtesse de Clermont et comtesse de Sancerre, dame de Mercœur et de Combrailles.
Elle est la fille du dauphin d'Auvergne Béraud III (v. 1350-1426 ; fils du dauphin Béraud II et de Marguerite de Sancerre) et de Jeanne de La Tour d'Auvergne (morte av. 1416), elle-même fille de Bertrand IV, seigneur de La Tour, et de la comtesse d'Auvergne Marie Ire.
Elle épouse le 8 février 1426 son cousin Louis Ier de Bourbon, comte de Montpensier (v. 1403-1486), dit Louis de Bourbon-Montpensier ou Louis le Bon, fils puîné de la duchesse d'Auvergne et comtesse de Montpensier Marie de Berry, et de Jean Ier, duc de Bourbon (ce dernier étant aussi petit-fils du dauphin Béraud II par sa mère Anne Dauphine, comtesse de Forez) : sans postérité. 
Louis, comte de Montpensier, hérite cependant des biens de sa première femme la dauphine Jeanne (mais Sancerre devra être cédé à Jean V de Bueil en 1451), tout en ayant lui-même des droits sur le dauphiné d'Auvergne et sur Mercœur par sa grand-mère Anne Dauphine, comme on vient de le voir ; la succession ira au fils aîné issu de son second mariage, Gilbert de Montpensier.
En effet, le 15 février 1443, Louis Ier de Bourbon épouses en secondes noces Gabrielle de La Tour d'Auvergne (morte en 1486 ; fille du comte d'Auvergne et de Boulogne Bertrand V, et nièce de Jeanne de La Tour d'Auvergne ci-dessus) : dont postérité, notamment Gilbert de Bourbon qui portera le titre de « comte-dauphin ». Il sera lieutenant-général des armées du roi Louis XI. Il succède à son père en 1486 comme comte de Montpensier, Dauphin d'Auvergne, Seigneur de Mercœur et de la Combraille, et a pour fils et successeur le fameux Charles III (1490-† 1527), duc de Bourbon, duc et dauphin d'Auvergne, comte de Montpensier, connétable de France. Plus tard, la succession de Montpensier et du dauphiné d'Auvergne passe à la sœur du connétable Charles, Louise de Bourbon, duchesse de Montpensier, femme de Louis de Bourbon prince de La Roche-sur-Yon, et à leur fils Louis (d'où les ducs de Montpensier de la 2e maison de Bourbon-Montpensier).